# Сиди-Касем
Си́ди-Касе́м (араб. سيدي قاسم‎) — город в Марокко, расположен в области Гарб-Шрарда-Бени-Хсен.

## История
Во время французского периода город имел название Петижана, в честь французского офицера который был убит в мае 1911 года во время волнений в Марокко. В 1939 году французы начали добывать нефть в районе Сиди-Касема.

## Географическое положение
Центр города располагается на высоте 126 метров над уровнем моря.

## Демография
Население города по годам:
| 1982   | 2004   | 2012   |
| ------ | ------ | ------ |
| 55 833 | 74 062 | 78 709 |